# Пишель, Рихард
Рихард Пишель (нем. Richard Pischel; 18 января 1849, Бреслау, Пруссия, — 26 декабря 1908, Мадрас, Британская Индия) — немецкий индолог, авторитетный специалист в области пракритской грамматики.

## Биография
Родился 18 января 1849 года в Бреслау. C 1858 по 1867 года учился в гимназии Марии Магдалины в родном городе. В 1870 году он получил докторскую степень в Университете Бреслау. Его дипломной диссертацией, написанной под руководством Адольфа Фридриха Штенцлера, стал труд «De Kalidasae Cakuntali recensionibus» («О версиях Шакунталы Калидасы»). В нём учёный сравнил так называемые деванагари и бенгали версии и пришёл к выводу, что последняя рецензия старше и более близка к оригиналу. Впоследствии, в 1878 году, в Киле Пишель опубликовал критическое издание бенгальской версии.
После участия во франко-прусской войне 1870—1871 годов Пишель проходил обучение по стипендии Боппа в Лондоне и Оксфорде (1872—1873 года) и хабилитацию в Бреслау (1873—1874 года) с выпущенным здесь же в 1874 году своим трудом «De Grammaticis Prakritices» («О пракритских грамматиках»). После этого учёный посвящает себя изучению пракритов. В «Beitraege fuer Vergleichende Sprachforschung VIII» Куна была опубликована работа Пишеля «Zur Kenntnis der Cauraseni» («О познании шаурасени»). В ней учёный приходит к выводу, что основным языком прозы являлся язык шаурасени, в то время как основным языком поэтических произведений — махараштри. Также Пишель считал, что для соответствия нормам грамматика Вараручи пракрит драм должен быть исправлен, с чем не согласились А. Вебер и некоторые другие учёные. С 1877 по 1880 год учёный занимался переводом, объяснением и изданием грамматики Хемачандры и пракритского словаря. Впоследствии одной из наиболее известных работ Пишеля стала его монументальная «Grammatik der Prakrit-Sprachen» («Грамматика пракритских языков»), выпущенная в 1900 году в серии «Grundriss der Indo-arischen Philologie und Altertumskunde». Именно за этот монументальный труд учёный получил в 1901 году Премию Волнея от Парижской академии. Впоследствии, в 1902 году, как дополнение к своей грамматике Пишель выпустил «Materialien zur Kenntnis des Apabhramça» («Материалы по апабхранше»).
В 1875 году Пишель получил назначение в Университет имени Христиана Альбрехта, где с 1877 года он был профессором санскрита и сравнительного языкознания. Среди прочего, учёный занимался редактированием и изданием Палийского канона совместно с Германом Ольденбергом, выпустив в 1883 году тексты «Тхера-» и «Тхеригатхи». С 1885 по 1902 год Пишель был профессором индологии и сравнительного языкознания в Университете Галле. Здесь он сотрудничал с Карлом Фридрихом Гельднером над важными исследованиями, касающимися Вед. В 1900—1901 годах Пишель был назначен ректором университета, а с 1886 по 1902 год он являлся директором и библиотекарем Немецкого восточного общества.
В 1902 году он был назначен профессором индологии в Берлинском университете, сменив Альбрехта Вебера. После возвращения немецкой экспедиции из Турфана в Центральной Азии с преимущественно фрагментарными буддийскими санскритскими текстами он стал одним из первых, кто занялся их распознаванием и обработкой. Во многом благодаря деятельности именно Пишеля как руководителя Турфанского комитета были подготовлены и состоялись вторая и третья экспедиции немецких учёных в Восточный Туркестан. В 1904 году учёный стал тайным советником. Рихард Пишель умер 26 декабря 1908 года в Мадрасе вскоре после того, как прибыл в Индию, где он планировал прочитать целую серию лекций по пракритам. Калькуттский университет почтил его память, купив частную библиотеку учёного. Так называемое «Собрание Пишеля» было расположено в отдельном зале. За два года до смерти он опубликовал книгу о жизни и учении Будды под названием «Leben und Lehre des Buddha» («Жизнь и учение Будды»). В 1916 году в «Proceedings of the Prussian Academy XIII» был опубликован его труд «Das altindische Schattenspie» («Древнеиндийский театр теней»), в котором учёный, придерживавшийся того же мнения и в отношении театра кукол, пришёл к выводу, что театр теней существовал в Древней Индии, что не было поддержано специалистами того времени. Результатом интереса Пишеля к средне- и новоиндийским языкам стали также две работы Пишеля, касающиеся цыган, — «Heimat der Zigeuner» («Родина цыган», 1893) и «Beitraege zur Kenntnis der deutschen Zigeuner» («Очерки по немецким цыганам», 1894). Также в соавторстве с Карлом Фридрихом Гельднером Пишель выпустил три тома «Vedische Studien» («Ведийские исследования», 1889, 1897, 1901). Учёный считал, что только те, кто имеет глубокие познания в индийской мысли более поздних лет, могут понять Веды.
Рихард Пишель женился в 1877 году на Элизе Лоренц, которая родила ему сыновей Фрица и Вернера.
Наиболее известными учениками Рихарда Пишеля являются Фридрих Шрадер и барон Александр Сталь-фон-Гольштейн.
Учёный являлся членом многих учёных обществ, таких как Королевское азиатское общество, Американское восточное общество и другие, и членом-корреспондентом других. В 1902 году он стал действительным членом Прусской академии наук, а в 1907 году — членом-корреспондентом Баварской академии наук. В 1872 и 1875 годах становился лауреатом премии общества Боппа.

Библиография
——————————————————————————————————————————————————
Проф. Р. Пишель. Будда, его жизнь и учение. М. 1911 г. X, 230 c.